# 2016 NK22
2016 NK22 est un astéroïde Apollon découvert dans la nuit du 9 juillet 2016 dans le cadre du Mount Lemmon Survey (code MPC G96), à l'observatoire du mont Lemmon, aux États-Unis. L'objet fut confirmé le lendemain grâce au télescope de l'Université de Szeged en Hongrie (code MPC 461).
L'astéroïde a également été observé par les astronomes amateurs Paolo Bacci et Martina Maestripieri à l'Observatoire astronomique de la Montagne Pistoiese (code MPC 104), structure de la municipalité de San Marcello Pistoiese gérée le Groupe des astronomes amateurs des montagnes de Pistoia (en italien Gruppo Astrofili della Montagna Pistoiese, GAMP).
L'astéroïde mesure entre 4 et 9 mètres. Il est passé à 250 000 kilomètres de la Terre le 11 juillet 2016 à midi (temps universel).